# Michael Frankenberg
Michael Frankenberg, född 13 januari 1978, är en tysk bågskytt. Han deltog vid olympiska sommarspelen 2004.